# Filippo Lanza

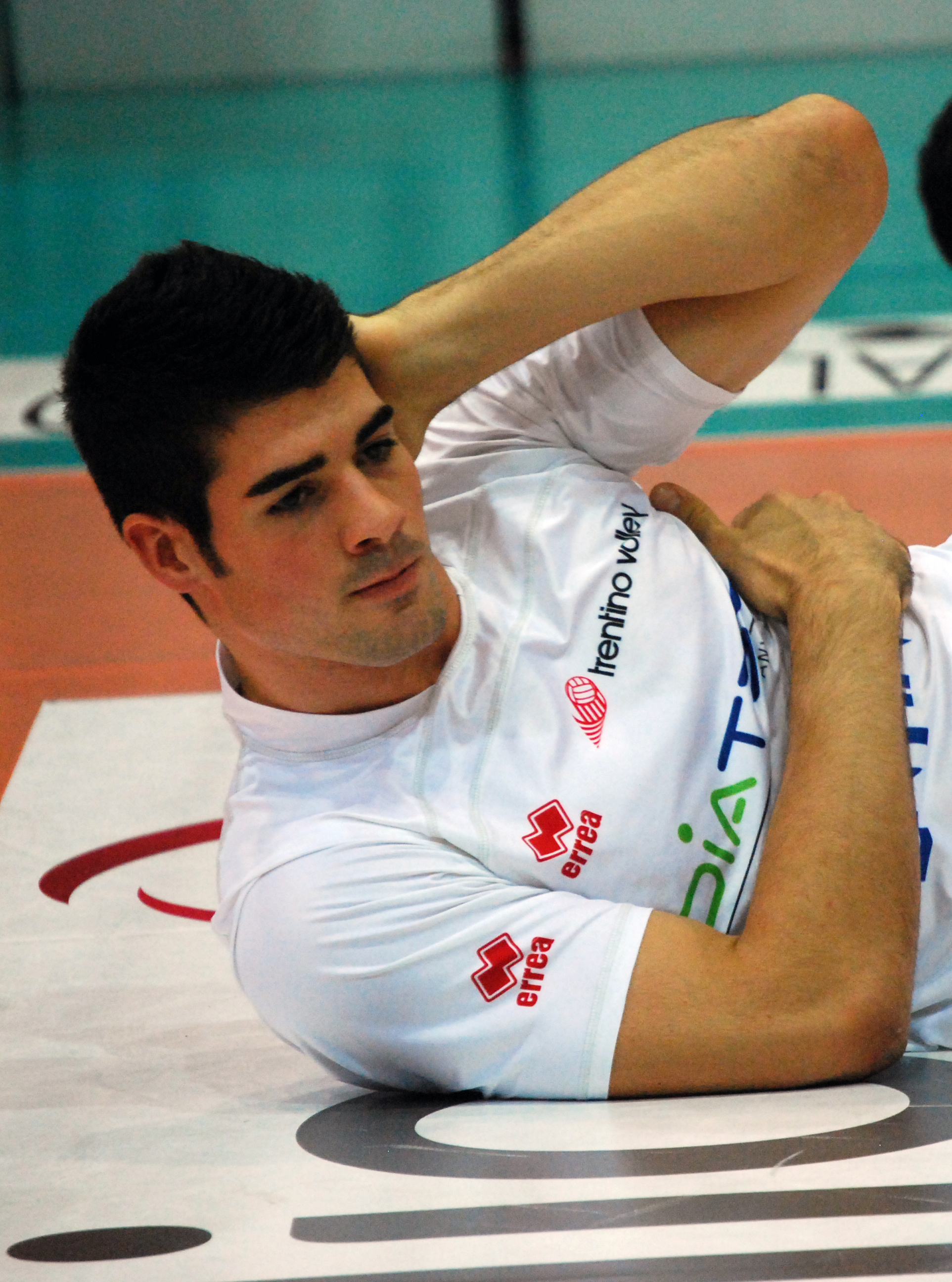
Filippo Lanza zawodnikiem Diatecu Trentino w sezonie 2011/2012

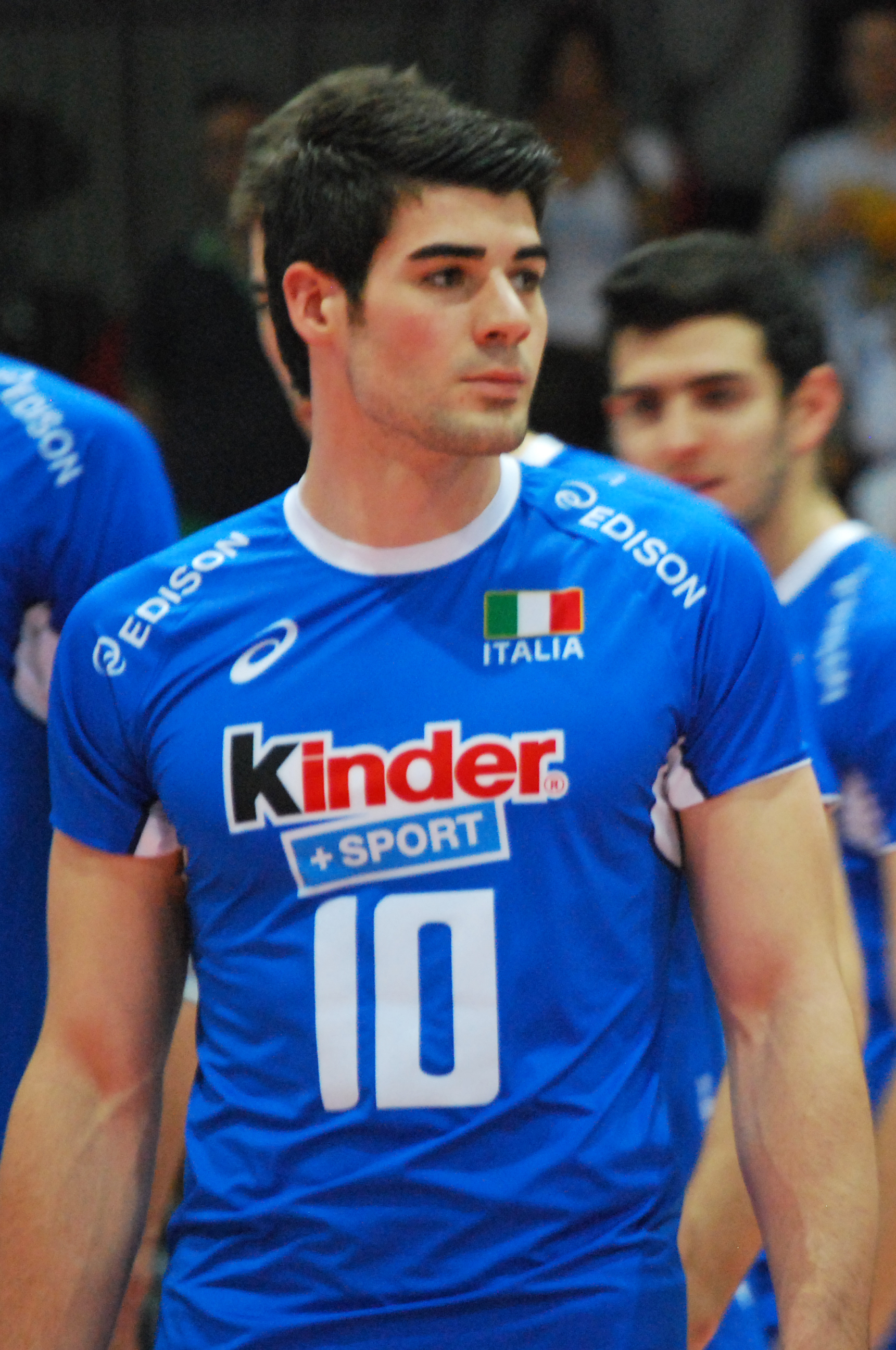
Filippo Lanza reprezentantem Włoch w 2013 roku

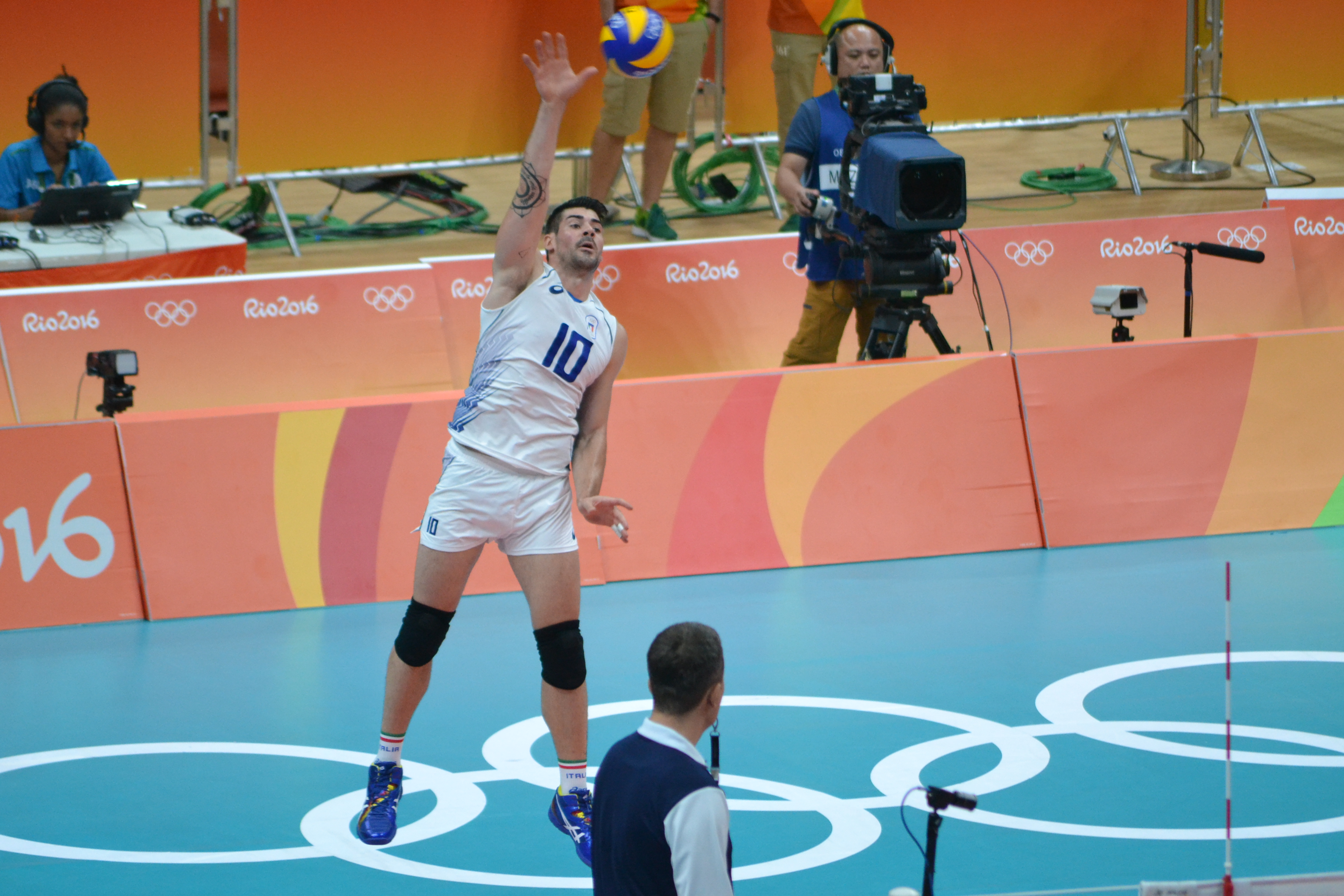
Filippo Lanza podczas wykonywania zagrywki na Igrzyskach Olimpijskich 2016

Filippo Lanza (ur. 3 marca 1991 w Zevio) – włoski siatkarz, reprezentant kraju, grający na pozycji przyjmującego. 
8 listopada 2021 roku przyszedł na świat jego syn Leonardo.

## Przebieg kariery
| Lata                 | Klub                     |                   |                   |                   |                   |                   |                   |                   |                   |                   |
| kariera juniorska    | kariera juniorska        | kariera juniorska | kariera juniorska | kariera juniorska | kariera juniorska | kariera juniorska | kariera juniorska | kariera juniorska | kariera juniorska | kariera juniorska |
| -------------------- | ------------------------ | ----------------- | ----------------- | ----------------- | ----------------- | ----------------- | ----------------- | ----------------- | ----------------- | ----------------- |
| 2006–2009            | Trentino Volley          |                   |                   |                   |                   |                   |                   |                   |                   |                   |
| kariera seniorska    |                          |                   |                   |                   |                   |                   |                   |                   |                   |                   |
| 2009–2011            | Club Italia              |                   |                   |                   |                   |                   |                   |                   |                   |                   |
| 2011–2018            | Diatec Trentino          |                   |                   |                   |                   |                   |                   |                   |                   |                   |
| 2018–2020            | Sir Safety Conad Perugia |                   |                   |                   |                   |                   |                   |                   |                   |                   |
| 2020–2021            | Vero Volley Monza        |                   |                   |                   |                   |                   |                   |                   |                   |                   |
| 2021 (od 08.04.2021) | Chaumont VB 52           |                   |                   |                   |                   |                   |                   |                   |                   |                   |
| 2021–2022            | Shanghai Golden Age      |                   |                   |                   |                   |                   |                   |                   |                   |                   |
| 2022–2023            | PGE Skra Bełchatów       |                   |                   |                   |                   |                   |                   |                   |                   |                   |
| 2023–                | Gioiella Prisma Taranto  |                   |                   |                   |                   |                   |                   |                   |                   |                   |

## Sukcesy klubowe
Klubowe Mistrzostwa Świata:
- 2011, 2012
- 2016

Superpuchar Włoch:
- 2011, 2013, 2019

Puchar Włoch:
- 2012, 2013, 2019

Liga Mistrzów:
- 2016
- 2012

Mistrzostwo Włoch:
- 2013, 2015
- 2012, 2017, 2019

Puchar CEV:
- 2015, 2017

Wicemistrzostwo Francji:
- 2021

## Sukcesy reprezentacyjne
Igrzyska Śródziemnomorskie:
- 2013

Liga Światowa:
- 2013

Mistrzostwa Europy:
- 2013
- 2015

Puchar Wielkich Mistrzów:
- 2017
- 2013

Puchar Świata:
- 2015

Igrzyska Olimpijskie:
- 2016

## Nagrody indywidualne
- 2013: Najlepszy przyjmujący Pucharu Wielkich Mistrzów